# 天涯 〜そらのはて〜
「天涯 〜そらのはて〜」（てんがい そらのはて）は、シップから2018年5月23日に発売されたBe Choirのファーストシングル。

## 収録曲
1. 天涯 〜そらのはて〜 (5:08) Lead: 長谷川雅洋
  - 作詞：売野雅勇 作曲：David Matthews
2. Echo (4:35) Lead: Chihiro Sings
  - 作詞：Chihiro Sings 作曲：渡邊シン
3. 雑草の勇者 (6:17) Lead: 長谷川雅洋
  - 作詞作曲：中村寛
4. 聖なる人 （ゴスペル Vol.2 on 2017.9.30/Piano by David Matthews） (6:06) Lead:  長谷川雅洋
  - 作詞：売野雅勇 作曲：鈴木キサブロー